# 光化門

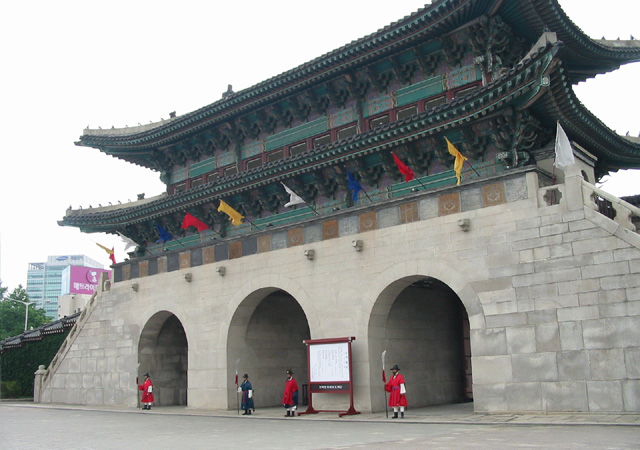
光化門の内側（2002年）

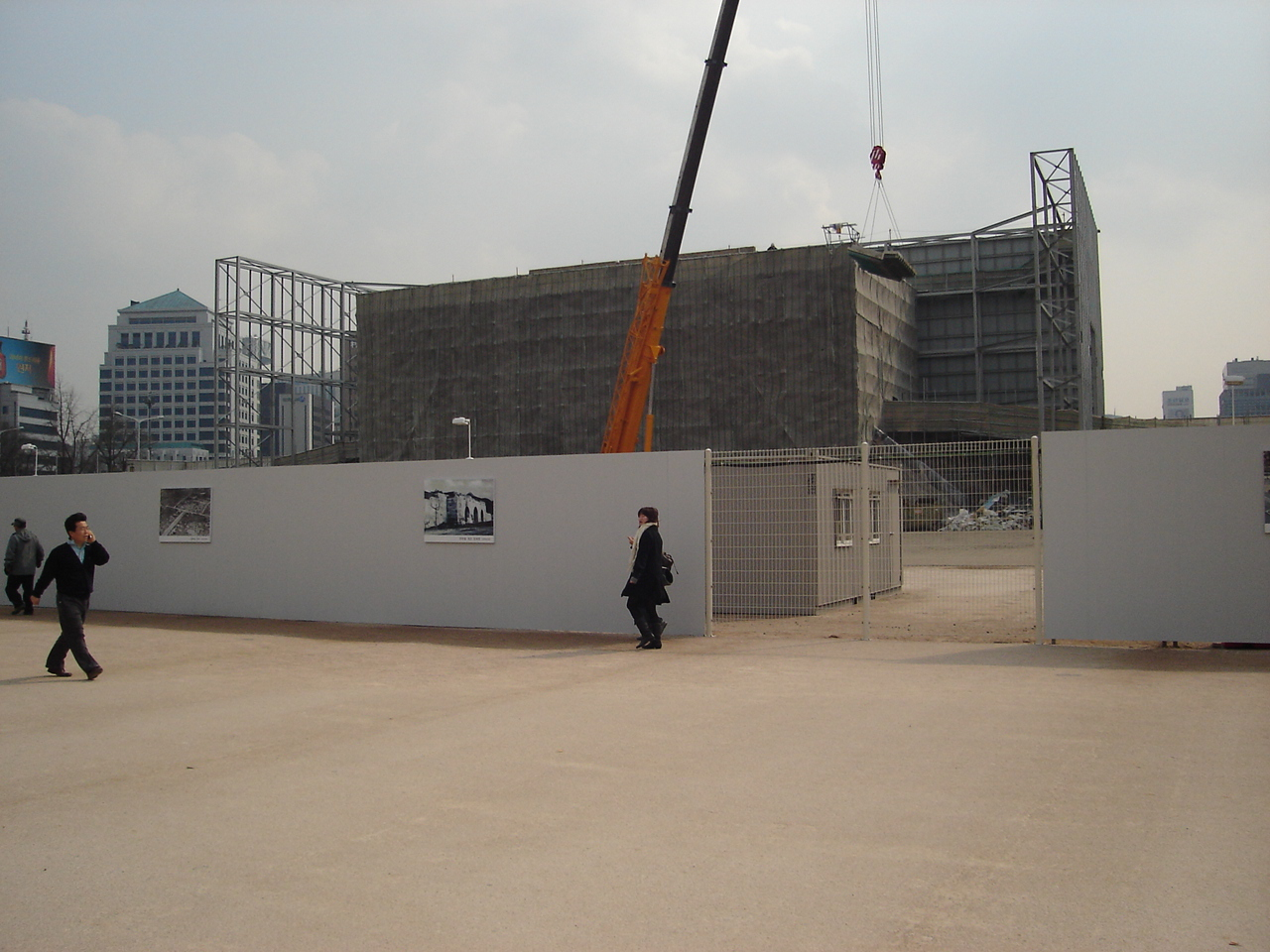
再建工事中の光化門（2007年3月撮影）

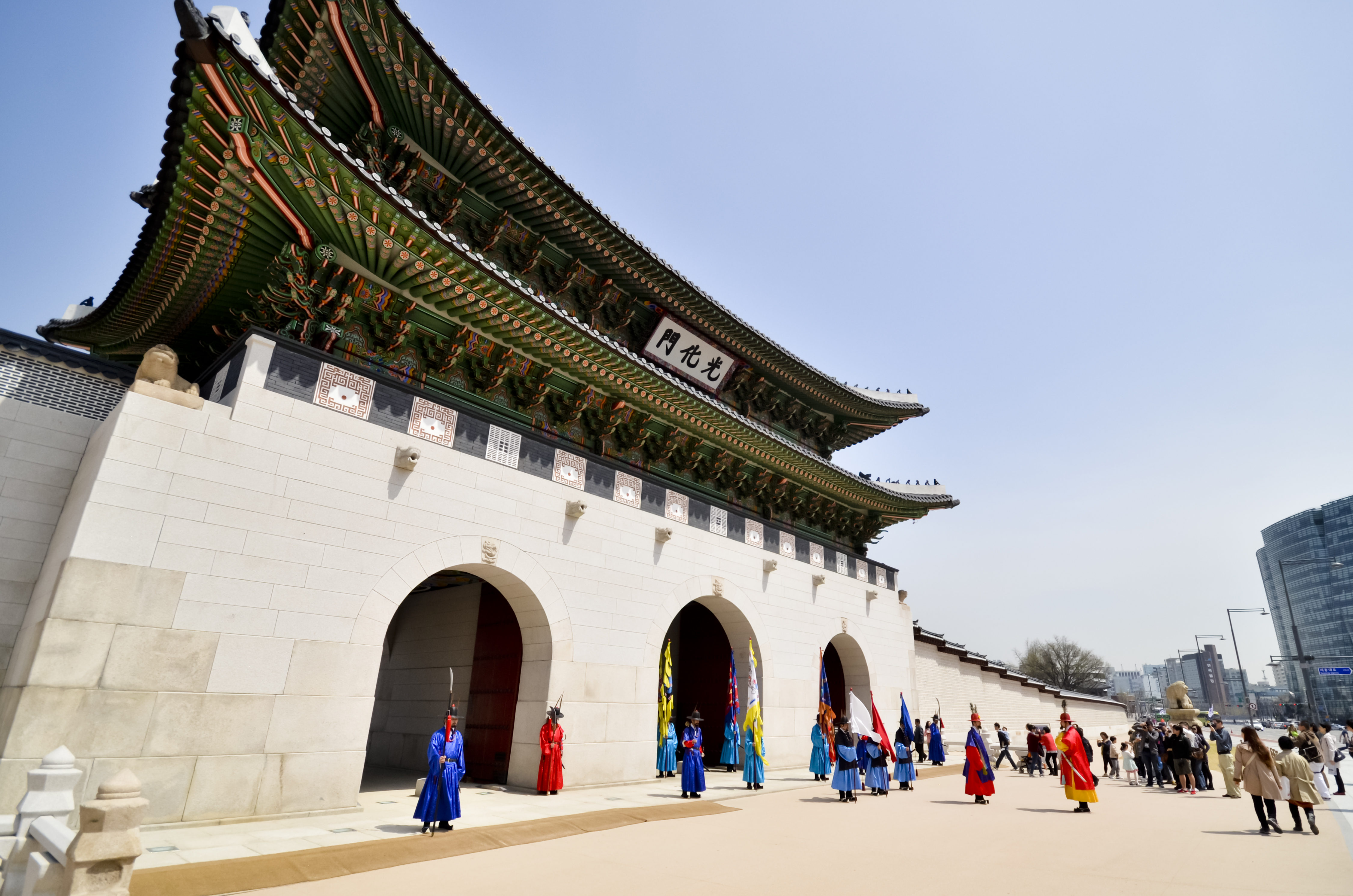
再建工事後の光化門（2012年撮影）

光化門（こうかもん、朝: 광화문、クァンファムン）は、韓国ソウル特別市鐘路区にある、景福宮の城門の遺構である。1394年に初めて建設されたのち、何度かの焼失・移動・復元を経て、2010年8月に最新の門が一般公開された。

## 沿革
- 李成桂による漢陽遷都（1394年）の際、景福宮の正門として建設された。当初は四正門（サジョンムン）[1]。
- 1553年の大火で焼失。
- 豊臣秀吉の文禄の役（1592年）の際、焼失（景福宮参照）。
- 19世紀に大院君が民衆を徴発して再建させた。
- 1910年の日韓併合後、朝鮮総督府庁舎を建設する際に取り壊しが検討されたが、日本の白樺派の美学者柳宗悦らの働きかけで保存されることとなった。
- 1927年、元の場所から景福宮の東北側へ移築された。
- 1950年、朝鮮戦争で焼失。
- 1968年、中央庁の正門に鉄筋コンクリートで移築・再建された。
- 2010年に位置を移動した上、扁額をハングルから漢字に変えたものに再々建された。
- 2023年、月台、王の階段復元。

## 復興・復元工事
- 2006年12月4日、韓国政府文化財庁は光化門を本来の位置で復元すると発表し、即日再建された門と建物の解体工事に入った。1968年、中央庁の正門として復元された位置（1968 - 2006年の間の位置）から、南に14.7m離れた当初（景福宮が慶長の役以後に再建された時と同じ）の位置・角度に戻された[2]。新しい光化門は2010年10月に完工予定で、同年8月15日に一般公開された。
- 1968年建造の門の扁額は、朴正煕大統領の揮毫によりハングルで「광화문（クァンファムン）」と書かれていたが、市民から「違和感がある」との声が上がったため、有識者の議論を経て、漢字の扁額を復元して付け替えることになった。この漢字の扁額は、大院君時代に再建され、1900年に撮影された光化門の扁額（揮毫者は当時の造営責任者である任泰瑛（朝鮮語版））の文字をデジタル処理で再現して制作された。しかし、2010年8月15日の一般公開からわずか3ヶ月でヒビが入ったため、制作にあたった職人の自弁で修復されることになった。その後さらに考証が進められた結果、扁額は白地に黒文字ではなく黒地に金箔文字であることが判明したため、2018年1月に文化財庁が修正を行うことを発表した[3]。2023年10月15日、公開された。
- 光化門前の月台も復元された。韓国文化財庁は復元前提の発掘調査を行い、日本統治時代に撤去・埋没した基盤、階段跡に加え、敷設された路面電車の線路跡が発掘された。幸い、欄干等の石材が現存され、当時の資料・写真に基づいて復元工事を行い、2023年10月15日、竣工された[4][5]。

## 光化門広場

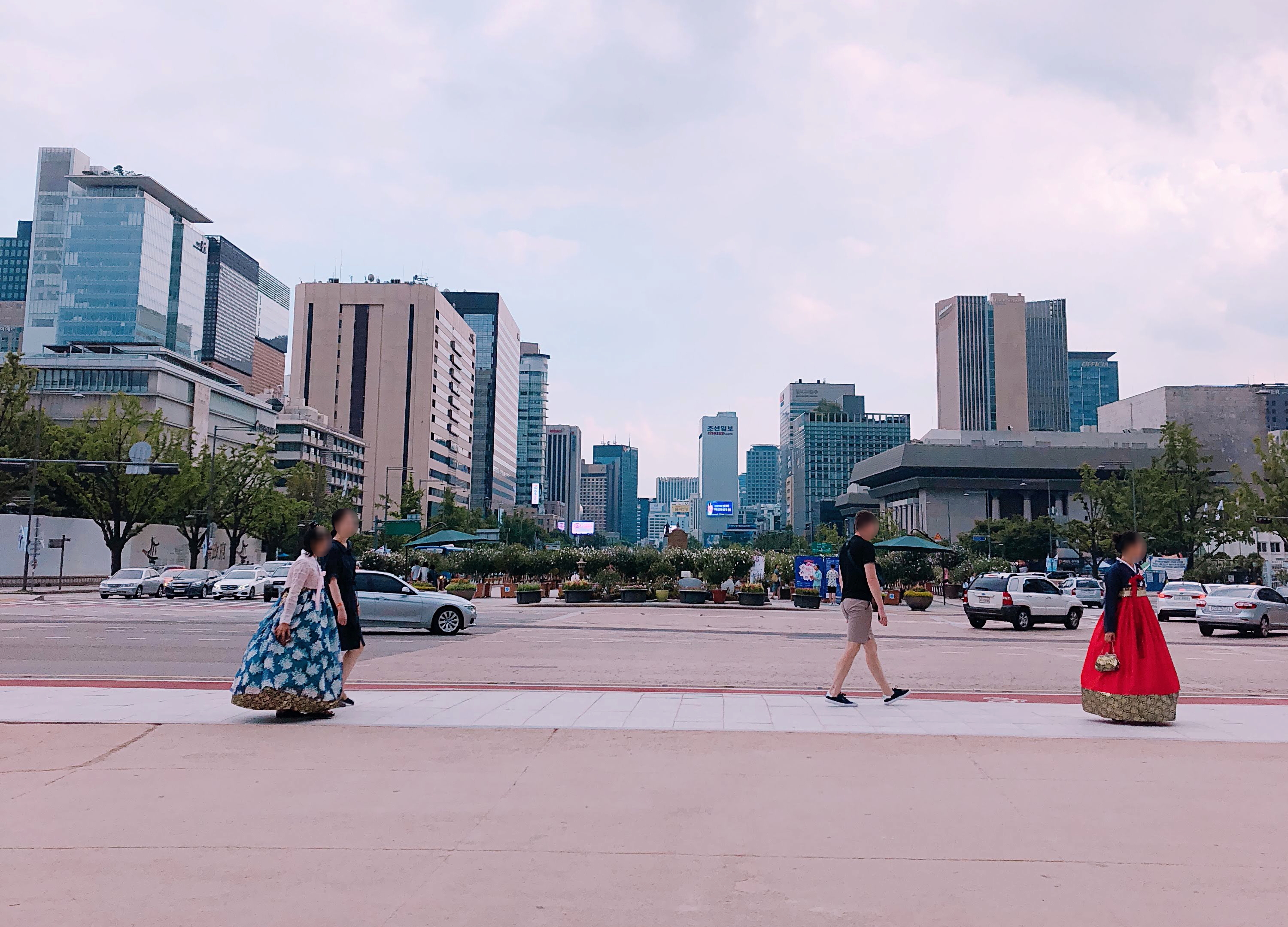
光化門から光化門広場を望む（2018年8月撮影）

### 広場改修工事
2019年1月22日、ソウル市は広場の拡張、改修を目的に開催した光化門広場国際設計公募展で当選作を決定した。しかしながら当選作は、李舜臣及び世宗大王の銅像の移設や地面にキャンドル集会を描く内容が盛り込まれていたことで批判が殺到したため、朴元淳ソウル市長は最終決定を年末まで先延ばしすることとなった。

### デモ
光化門はランドマーク的存在であるとともに格好のアピールの場であり、付近一帯ではデモが盛んに行われている。鐘路区一帯では、2017年の1年間で2,563件のデモが行われている。

### 国旗掲揚台
2024年、ソウル市は台城洞自由の村にある高さ98メートルの国旗掲揚台を超える高さ100メートルの国旗掲揚台を来年までに設置する計画を発表した。主導したのは、ソウル市議会の保守系与党の国民の力であるが、一部の革新派や市民団体などは、時代錯誤な発想、巨大な国旗は全体主義国家の象徴と批判している。